# Molluginaceae
As Molluginaceae são uma família pertencente à ordem Carophyllales (Kubitzki, 1993) dentro das plantas com flores, Angiospermas.
Segundo Couto & Cardoso, 2024, a família é composta de ervas ou subarbustos anuais ou perenes, encontradas em diversas partes do mundo, principalmente em regiões tropicais e subtropicais, inclusive no Brasil. 
Não possuem uso comercial em geral e são comumente consideradas ervas daninhas. Normalmente crescem em espaço aberto e seco, e às vezes, em situações ruderais, locais no qual a cobertura vegetal natural foi perturbada pela ação humana.

## Diversidade taxonômica
Dentro das Molluginaceae, existem cerca de 13 gêneros e, dentro deles, 120 espécies. Cada gênero pode ser caracterizado da seguinte forma, segundo Thulin et al (2016).
- Adenogramma

Cerca de 10 espécies, restritas à Africa do Sul. São ervas rastejantes ou prostradas, anuais ou perenes, o fruto é uma pequena noz.
- Coelanthum

São ervas anuais com flores pequenas formadas apenas pelas sépalas, as pétalas são ausentes. Existem três espécies endêmicas da faixa costeira ocidental entre o Cabo e o sudoeste da África.
- Corbichonia

Possui duas espécies, ambas endêmicas: uma do sudoeste da África, e a outra estende-se da África até o sudoeste asiático. São ervas ou subarbustos perenes, com flores rosadas, magentas ou vermelhas.
- Glinus

Cerca de 6 espécies que podem ocorrer em qualquer região entre os trópicos, e duas espécies introduzidas, que atuam como ervas daninhas em regiões temperadas. São ervas anuais muito ramificadas, frequentemente formando tapetes. O fruto também é uma cápsula loculicida.
- Glischrothamnus

É um gênero presente apenas no nordeste do Brasil, contendo ervas e arbustos dioicos. O fruto é uma cápsula loculicida.
- Hypertelis

Ervas ou subarbustos  glaucosos, com sépalas brancas ou rosadas e pétalas ausentes, o fruto é membranoso e loculicida. Possui 9 espécies, localizadas principalmente no sul da África, porém, uma espécie se estende até Madagascar e a região tropical africana.
- Limeum

Existem cerca de 20 espécies concentradas na África do Sul, com algumas no sudeste asiático, Sudão e Etiópia. Composta por ervas e subarbustos, flores pequenas e esbranquiçadas.
- Macarthuria

Existem apenas 3 espécies presentes na Austrália. Estão presentes subarbustos rígidos com flores pequenas e esbranquiçadas.
- Mollugo

Gênero que nomeia a família, com maior número de espécies: 35 espalhadas nos trópicos e subtrópicos dos hemisférios norte e sul, além de ser introduzida e espalhada como erva daninha em regiões temperadas. São apenas ervas, com ausência de pétalas e presença de sépalas.
- Pharnaceum

Cerca de 20 espécies concentradas no sul da África. São subarbustos ou ervas, apenas com sépalas, com cápsula loculicida.
- Polpoda

Não é certo o seu pertencimento à família Molluginaceae, pois ainda é pouco conhecido. Existem apenas duas espécies endêmicas da Província do Cabo. São pequenos subarbustos com poucas flores e sem pétalas. Presença de cápsulas loculicidas.
- Psammotropha

Existem 11 espécies presentes na África do Sul, com duas espécies se estendendo ao norte, e uma na África tropical. São subarbustos perenes, com ausência de pétalas.
- Suessenguthiella

Presentes no sul e sudoeste africano, são conhecidas duas espécies endêmicas. Composto de apenas ervas, o gênero não possui pétalas e tem uma cápsula loculicida.

## Morfologia
- Hábitos e folhas

A família Molluginaceae comporta dois tipos estruturais, sendo ervas ou subarbustos, com comportamento anual ou perene.
As folhas podem ser alternas, opostas ou verticiladas, contendo ou não bainha. É comum não haver pecíolo, sendo pseudopeciolada. A lâmina é inteira, sendo simples. Quando encontradas estípulas, são caducas.
Em algumas espécies de Macarthuria, as folhas podem ser escaliformes. 
Crescimento secundário pode ocorrer de forma normal ou anômalo, com este último apresentando espessamento principalmente do parênquima, não havendo formação de xilema e floema secundários. 
- Flores

As flores bissexuais e actinomorfas, comumente pequenas. O número de estames varia amplamente entre 3 a 20, podendo ser livres ou concrescidos/gamostêmones. O número de estiletes/estigmas pode variar entre 3 a 5, sendo igual ao número de lóculos.  O ovário costuma ser súpero e sincárpico, com sua composição variando de 2 a 5 carpelos. 
O cálice é imbricado, frequentemente apresentando-se gamossépalo. A corola é reduzida ou ausente.
As inflorescências podem ser cimosas e racemosas em alguns casos, localizadas nas axilas ou nos terminais.  
- Frutos e sementes

O fruto organiza-se em forma de cápsula cincurisa, podendo em casos raros ser indeiscente. Presença de membrana do pericarpo, com tépalas persistentes. O formato pode ser elíptico ou oval, possuindo várias valvas para liberar as sementes. 
	As sementes podem ser carúnculas, com o embrião curvado em torno de um perisperma amiláceo. O endosperma verdadeiro é ausente. São numerosas, variando conforme a espécie, entre 8 a 30 por fruto.

## Relações filogenéticas
A família Molluginaceae é integrante da ordem Caryophyllales, sendo uma ordem polifilética. Há grande discussão acerca da organização interna da família, especialmente com o advento da reconstrução filogenética por vias moleculares, com classificações afirmando a existência de 9 a 14 gêneros, variando. 
Molluginaceae pode ser tratado como família monofilética, conforme apresentado em Christin et al. (2011), Arakaki et al. (2011) e Thulin et al (2016). Segundo os autores anteriores, Mollugo trata-se de um gênero polifilético. 
Thulin et al (2016) construiu uma boa árvore filogenética representando a família. 

## Lista de espécies brasileiras
Até o momento, foram registrados 3 gêneros no Brasil: Mollugo L., Glinus L. e Glischrothamnus Pilg., com suas espécies sendo:
- Glinus radiatus (Ruiz & Pav.) Rohrb.;
- Glischrothamnus ulei Pilg.
- Mollugo brasiliensis Thulin & Harley;
- Mollugo nudicaulis Lam.;
- Mollugo pentaphylla L;
- Mollugo stricta L.;
- Mollugo verticillata L.;
- Mollugo viscosa Thulin & Harley..

## Domínios e estados de ocorrência no Brasil
A família Molluginaceae tem ocorrência confirmada nos seguintes estados: 
- Norte (Acre, Amazonas, Pará, Rondônia, Roraima, Tocantins);
- Nordeste (Alagoas, Bahia, Ceará, Maranhão, Paraíba, Pernambuco, Piauí, Rio Grande do Norte, Sergipe);
- Centro-Oeste (Distrito Federal, Goiás, Mato Grosso do Sul, Mato Grosso);
- Sudeste (Espírito Santo, Minas Gerais, Rio de Janeiro e São Paulo);
- Sul (Paraná, Rio Grande do Sul, Santa Catarina).

Em territórios oceânicos, já foi confirmada sua ocorrência em Abrolhos. Há possíveis registros no Amapá, mas sem confirmação até o momento.
Sua ocorrência é relacionada aos seguintes domínios fitogeográficos: Amazônia, Caatinga, Cerrado, Mata Atlântica, Pampa, Pantanal.
A família pode ser encontrada em variados tipos de vegetação: Caatinga, Campos de Várzea, Campo Limpo, Campo Rupestre, Cerrado, Restinga e sobre afloramentos rochosos. 